# Franziskanerkloster Leipzig
Das Leipziger Franziskanerkloster war ein Kloster der Franziskaner, das von der ersten Hälfte des 13. Jahrhunderts bis zur Reformation bestand.

## Geschichte
Die Franziskaner erhielten die Genehmigung, neben der 1224 geschleiften Zwingburg Markgraf Dietrichs ein Kloster zu errichten, und gründeten dort um 1250 einen Konvent, der 1261 erstmals urkundlich erwähnt wurde und zur Sächsischen Franziskanerprovinz gehörte. Der Platz lag im Nordwesten der Stadt auf dem heutigen Matthäikirchhof.
Im zweiten Viertel des 13. Jahrhunderts wurde eine einfache Saalkirche errichtet, an die sich nach Norden die Klausur anschloss. Die Kirche war dem Heiligen Geist geweiht, wurde aber meist als Barfüßerkirche bezeichnet, weil die Franziskaner wegen ihres Armutsgelübdes barfuß oder in Sandalen gingen. Im 14. Jahrhundert wurde die Kirche um einen gotischen Chor erweitert.
Im letzten Viertel des 15. Jahrhunderts konnte südlich der Kirche eine neue Klausur errichtet werden, weil die Stadt den bis dahin dort befindlichen Waffenplatz freigegeben hatte. Das ermöglichte die Erweiterung der Kirche nach Norden. 1488 begann der Neubau. Es entstand eine zweischiffige gotische Hallenkirche mit kreuzförmigen Mittelpfeilern und einem hohen Satteldach, wobei der bisherige Chor aber erhalten blieb. Der Bischof von Merseburg Thilo von Trotha weihte die Kirche 1502.
Im Laufe der Zeit erwarb das Kloster erheblichen Grundbesitz. Um ihrer Ordensregel der Bedürfnislosigkeit gerecht zu werden, schenkten z. B. 1458 die Franziskaner der Stadt Waldanteile im Rosental. Sie betrieben auch ein Beginenhaus in der Stadt, eine halbklösterliche Einrichtung für Frauen mit Arbeitsmöglichkeit und gewisser Versorgungssicherheit. Zwischen 1458 und 1464 nahmen die Brüder des Leipziger Konvents die Martinianischen Konstitutionen an, eine Kompromisslinie zwischen der strengen und der großzügigen Auslegung im Armutsstreit des Franziskanerordens.
Nachdem 1539 in Leipzig die Reformation eingeführt worden war, kam es zur Aufhebung des Klosters und zur Vertreibung der Ordensleute, die gegen die Reformation starken Widerstand geleistet hatten. 1543 war das Kloster von den Franziskanern endgültig geräumt. Kurfürst Moritz verkaufte es an die Stadt. Der Chor wurde abgerissen, die Klausur in ein Wohnviertel umgestaltet und ab 1552 die Kirche als Stapelplatz durch die Leipziger Kaufleute genutzt.
Ab 1671 setzten Bemühungen zur Wiederherstellung des Gebäudes als Kirche ein, die schließlich zur Matthäikirche führten, die im Zweiten Weltkrieg zerstört wurde.

## Varia
- Der Name vom Barfußgäßchen, Leipzigs bekanntester Gastronomie-Adresse, geht zurück auf den seit dem 13. Jahrhundert dort ansässigen Franziskanerorden: Die barfußgehenden Franziskaner nutzten den Weg von ihrem Kloster zum nahe gelegenen Markt von Leipzig und zurück – er wurde und wird daher in der Stadt Barfußweg und Barfußgäßchen genannt. Sein Name erinnert also an das einstige Franziskanerkloster und somit auch an Leipzigs 1948 abgerissene Matthäikirche.[7]